# Przygody pana Kleksa (musical)
Przygody pana Kleksa – polski musical oparty na powieściach Jana Brzechwy: Akademia pana Kleksa i Podróże pana Kleksa. Prapremiera musicalu odbyła się 26 marca 1974 roku w Teatrze Wielkim w Łodzi.
Autorem libretta jest Igor Sikirycki. Muzykę skomponował Piotr Marczewski. Autorem scenografii jest Aniela Wojciechowska, a choreografii Witold Borkowski. Spektakl wyreżyserował Lech Wojciechowski.

## Obsada
Pan Kleks:
- Zdzisław Krzywicki
- Stanisław Michoński

Adaś:
- Ewelina Kwaśniewska
- Maria Szczucka

Aba:
- Irena Jurkiewicz

Filip:
- Zbigniew Borkowski
- Eugeniusz Szynkarski

Alojzy Bąbel:
- Tadeusz Gawroński
- Romuald Spychalski

Drops:
- Zbigniew Jankowski

Palemon:
- Tomasz Fitas
- Igor Mikulin

Soczewka:
- Adam Duliński
- Zygmunt Zając

Szaławiła:
- Stanisław Heimberger
- Eugeniusz Nizioł

Małgosia:
- Zofia Jankowska
- Danuta Salska

Małgosia II:
- Alicja Pawlak

Bajdota:
- Jerzy Bandel
- Stefan Różański

Patentoniusz:
- Michał Marchut
- Roman Osiński

Rektor don Alonzo:
- Zbigniew Studler

oraz zespół baletowy i Chór Teatru Wielkiego w Łodzi